# Mord à la Carte
Mord à la Carte (Originaltitel: Thirteen at Dinner) ist ein britischer Kriminalfilm des Regisseurs Lou Antonio aus dem Jahr 1985 nach dem Roman Dreizehn bei Tisch von Agatha Christie aus dem Jahr 1933. Die Geschichte wurde aus den 1930er-Jahren in die 1980er-Jahre verlegt.

## Inhalt
Hercule Poirot trifft den Schauspieler Bryan Martin und dessen zukünftige Partnerin Jane Wilkinson, die sich später als Carlotta Adams herausstellt. Sie ist eine Imitatorin. Sie alle sind zu der echten Schauspielerin eingeladen, die Carlottas Talent schätzt. Jane bittet Poirot in ihrem Namen, für ihren Ehemann Lord Edgware einzutreten, um ihre Zustimmung zu einer Scheidung einzuholen. Letzterer versichert Poirot, dass er jedoch bereits einige Monate zuvor seine schriftliche Zustimmung gegeben hat. Bald darauf wird Lord Edgware tot aufgefunden.

## Besetzung und Synchronisation
| Rolle                           | Darsteller        | Synchronsprecher  |
| ------------------------------- | ----------------- | ----------------- |
| Hercule Poirot                  | Peter Ustinov     | Wolfgang Völz     |
| Jane Wilkinson / Carlotta Adams | Faye Dunaway      | Traudel Haas      |
| Arthur Hastings                 | Jonathan Cecil    | Dieter Ranspach   |
| Jenny Driver                    | Diane Keen        | Heike Schroetter  |
| Ronald Marsh                    | Bill Nighy        | Ulrich Gressieker |
| Inspektor James Japp            | David Suchet      | Gerd Holtenau     |
| Donald Ross                     | Benedict Taylor   | Benjamin Völz     |
| Bryan Martin                    | Lee Horsley       | Norbert Langer    |
| Alice Bennett                   | Lesley Dunlop     | Hansi Jochmann    |
| Miss Carroll                    | Avril Elgar       | Sigrid Lagemann   |
| Mrs. Wildburn                   | Pamela Salem      | Rita Engelmann    |
| Sir Montague Corner             | Allan Cuthbertson | Hermann Ebeling   |

## Veröffentlichung
Im Vereinigten Königreich erschien der Film am 19. Oktober 1985 auf CBS. Es ist der erste in einer Reihe von drei Fernsehfilmen mit Peter Ustinov in der Rolle des Hercule Poirot und Jonathan Cecil als Captain Hastings, gefolgt von Mord mit verteilten Rollen und Tödliche Parties.